# Надёжность профессиональной деятельности оператора
Надёжность профессиональной деятельности оператора — процессуальная способность человека безотказно и безошибочно выполнять работу на протяжении длительного периода времени в условиях возможного усложнения обстановки, или «сохраняемость», устойчивость оптимальных рабочих параметров индивида.
Одной из важных задач когнитивной эргономики и инженерной психологии в настоящее время является изучение феномена надёжности профессиональной деятельности субъекта труда. Первоначально развитие этой темы происходило в сфере технических наук и было направлено на увеличение работоспособности оборудования и увеличения времени его бесперебойной работы. Однако с увеличением доли используемых цифровых средств в профессиональной деятельности специалистов различных направлений, проблема надёжности вновь стала крайне актуальной для современной когнитивной эргономики.

## История феномена надёжности
Изначально развитие понятия «надёжность» происходило в сфере технических наук и было направлено на увеличение работоспособности оборудования и увеличения времени его бесперебойной работы. Прежде всего исследования проводились в области радиоэлектроники, так как в то время происходило активное развитие науки. В середине 20 века понятие стало междисциплинарным, активно начали развиваться теории надёжности, были сформулированы основные термины и понятия. Около 90 % всех работ относятся к техническим наукам, далее лидируют медицинская и психолого-педагогические науки.
В психологии вопрос надёжности рассматривается в контексте инженерной психологии. Внимание к деятельности человека было обусловлено большим количеством ошибок техники и их негативными последствиями. Благодаря изучению ошибок человека, их причин и последствий, стало возможным формирование рекомендаций для высоконадёжного и безопасного труда. Таким образом, понятие надёжности подразумевало безошибочную работу человека на протяжении длительного промежутка времени под действием различных стрессовых, экстремальных факторов.
Ранее в психологии понятие надёжности использовалось в контексте личностных качеств человека, но после его перехода в другие науки вперед вышли физиологические и психофизические характеристики личности.
В 18-19 веках о надёжности говорили, как правило, в контексте военных действий, тогда считали, что надёжность солдата определяется его нравственными и моральными качествами, и поэтому требовался жесткий отбор и контроль. Надёжным был тот солдат, который выполнял все предписания военной службы и не допускал проступков, поэтому в то время существовала система поддержания и обеспечения надёжности: во время службы солдат развивался нравственно и умственно, что как раз способствовало увеличению уровня его надёжности.
В последние годы надёжность в основном рассматривается в контексте антропоцентрических систем для предупреждения различных аварий и катастроф. Также произошел переход к междисциплинарному исследованию с большим вкладом именно психологической науки.
А. В. Шевяков считает, что эффективность деятельности оператора определяется его психофизиологическими характеристиками, которые не поддаются четкой формализации из-за высокой сложности, неоднозначности, изменчивости и взаимной компенсации психологических и физиологических процессов (личностных особенностей операторов). И надёжность деятельности оператора в различных ситуациях обеспечивается разработкой конкретных концептуальных моделей деятельности.

## Определение термина надёжности
А. Б. Леонова считала, что квалифицированный специалист — главное действующее лицо в современном мире, поэтому у него должны быть высокая адаптивность к внешним нагрузкам среды. К основным критериям эффективности деятельности она относила показатели психической надёжности и сохранности здоровья профессионала, которые основаны на личностном благополучии и внутреннем потенциале человека. При определении понятия надёжности А. Б. Леонова и В. И. Медведев использовали вероятностную характеристику выполнения человеком трудовой задачи и понимали под надёжностью вероятность выполнения поставленной задачи в течение определенного времени с допустимой точностью при сохранении в заданных пределах параметров функционирования работающей системы.
Термин «надёжность профессиональной деятельности» имеет несколько определений. Согласно Н. Симоновой профессиональная надёжность — сложный многоаспектный конструкт, который используется для прогнозирования профессиональной успешности специалистов, она больше уделяет внимание личностной надёжности, так как основным считает мотивационную, морально-нравственную и социально-психологическую составляющие.
Надёжность специалиста с точки зрения междисциплинарных позиций сегодня понимается как интегральное психофизическое качество, выражающееся в соответствии его поведения, деятельности, функционального состояния выдвигаемым требованиям и нормам профессиональной деятельности, обеспечивающее безусловное выполнение задач по прямому предназначению.
В. Д. Небылицын определяет надёжность человека-оператора как способность к сохранению требуемых рабочих качеств в условиях возможного усложнения обстановки, или как «сохраняемость», устойчивость оптимальных рабочих параметров индивида.
Таким образом, надёжность деятельности человека-оператора характеризуется не только системой различных её показателей, например, безопасностью, безошибочностью, своевременностью и восстанавливаемостью, но также различными её видами, которые определяются ведущими целями и критериями оценки.
В целом, принято воспринимать надёжность как процессуальную способность человека безотказно и безошибочно выполнять работу на протяжении длительного периода времени под действием внешних факторов.

## Виды надёжности
Существует разделение надёжности на базовую и прагматическую, таким образом первая рассматривается как физиологическая особенность организма, а вторая выделяется в условиях деятельности и выражается в возможности выполнения оператором последовательности действий и принятия оптимальных решений.
Наиболее распространёнными видами надёжности, которые выделяют современные исследователи являются:
- Личностная надёжность определяется как базирующееся на психофизическом благополучии интегральное психологическое качество, обеспечивающее соответствие поведения специалиста установленным требованиям и корпоративным нормам.[4]

- Профессиональная надёжность рассматривается как индивидуально варьирующее во времени интегративное психофизическое качество личности профессионала, характеризующее наличие и способность своевременно актуализировать и сохранять во времени в установленных пределах значения всех параметров профессиональных действий, алгоритмов их реализации, связанных с достижением заданной эффективности, её временных показателей, в том числе и при условии воздействия стрессоров, характерных для этой профессии.[2]

- Функциональная надёжность понимается как совокупность функциональных резервов организма, позволяющая специалисту выполнять задачи по предназначению и сохранять профессиональное долголетие.[4]

## Феномен надёжности профессиональной деятельности в работах В. Д. Небылицына
Несмотря на то, что многие учены занимались изучением феномена надёжности, наиболее полную и комплексную теорию разработал Владимир Дмитриевич Небылицын. Он понимал термин надежность как способность к сохранению требуемых рабочих качеств в условиях возможного усложнения обстановки, или как «сохраняемость», устойчивость оптимальных рабочих параметров индивида. Позже Небылицын рассматривал надёжность еще как индивидуально варьирующее качество, определяющее главным образом стабильность и постоянство рабочих результатов.
Так как понятие надёжности изначально относилось к машинному оборудованию, некоторые критерии количественной оценки Небылицын перенес в область человеческой надёжности.
Перечень этих критериев :
1) среднее время работы между двумя отказами (ошибками);
2) общее число отказов за данный промежуток времени;
3) процент выполненных (не сорванных отказами) заданий;
4) вероятность удовлетворительной безотказной работы в течение определенного отрезка времени
Небылицын также выделил 3 группы факторов надёжности:
1. качество работы промышленного оборудования и совершенство аппаратуры
2. тренированность
3. личностный характер, и индивидуальные различия:
  - анатомо-физиологические: состояние сердечно-сосудистой системы и внутренних органов, острота зрения и слуха, вегетативная реактивность и т. д.
  - психофизиологические: работа нервной системы и динамика её основных функциональных состояний — возбуждения и торможения.
  - психологические факторы, и характерологические особенности (вместе с волевыми).